# Reprezentacja Ukrainy U-18 w piłce nożnej mężczyzn
Reprezentacja Ukrainy U-18 w piłce nożnej – juniorska reprezentacja Ukrainy, sterowaną przez Ukraiński Związek Piłki Nożnej. Jest powoływana przez selekcjonera, w niej występować mogą wyłącznie zawodnicy posiadający obywatelstwo ukraińskie i którzy w momencie przeprowadzania imprezy docelowej (finałów Mistrzostw Europy) nie przekroczyli 18 roku życia. Zespół jeden raz uczestniczył w Mistrzostwach Europy U-18.
Zbirna U-18 powoływana jest od 1993. Od roku 2002 rozgrywano zawody w klasie U-19.
W 2000 zespół zdobył wicemistrzostwo kontynentu na Mistrzostwach Europy w Niemczech.
Srebrne medale otrzymali:
Witalij Rudenko, Andrij Berezowczuk, Rusłan Walejew, Andrij Herasymenko, Witalij Komarnycki, Dmytro Kondratowicz, Roman Pasicznyczenko, Denys Stojan, Bohdan Szerszun, Ołeksij Bielik, Wołodymyr Bondarenko, Witalij Łysycki, Fedir Prochorow, Ihor Bendowski, Pawło Kutas, Andrij Matwiejew, Anton Monachow.

## Występy w ME U-18
Uwaga: Od 2002 rozgrywano Mistrzostwa Europy U-19
- 2000: wicemistrz
- 2001: 3 miejsce w grupie

## Selekcjonerzy
- 1993: nie była powoływana
- 1993:  Anatolij Końkow
- 1994:  Fedir Medwid´
- 1995:  Wołodymyr Kyjanczenko
- 1996:  Wiktor Kaszczej
- 1997-1998:  Wałentyn Łucenko
- 1999:  Anatolij Kroszczenko
- 2000:  Wałentyn Łucenko
- 2001:  Wiktor Kaszczej
- 2002:  Anatolij Kroszczenko
- 2003:  Pawło Jakowenko
- 2004:  Jurij Kalitwincew
- 2005:  Anatolij Buznik
- 2006:  Ihor Żabczenko
- 2007:  Ołeksandr Łysenko
- 2008:  Jurij Kalitwincew
- 2009:  Anatolij Buznik
- 2010:  Ołeksandr Hołowko
- 2011:  Ołeh Kuzniecow